# Teresa Piossek Prebisch

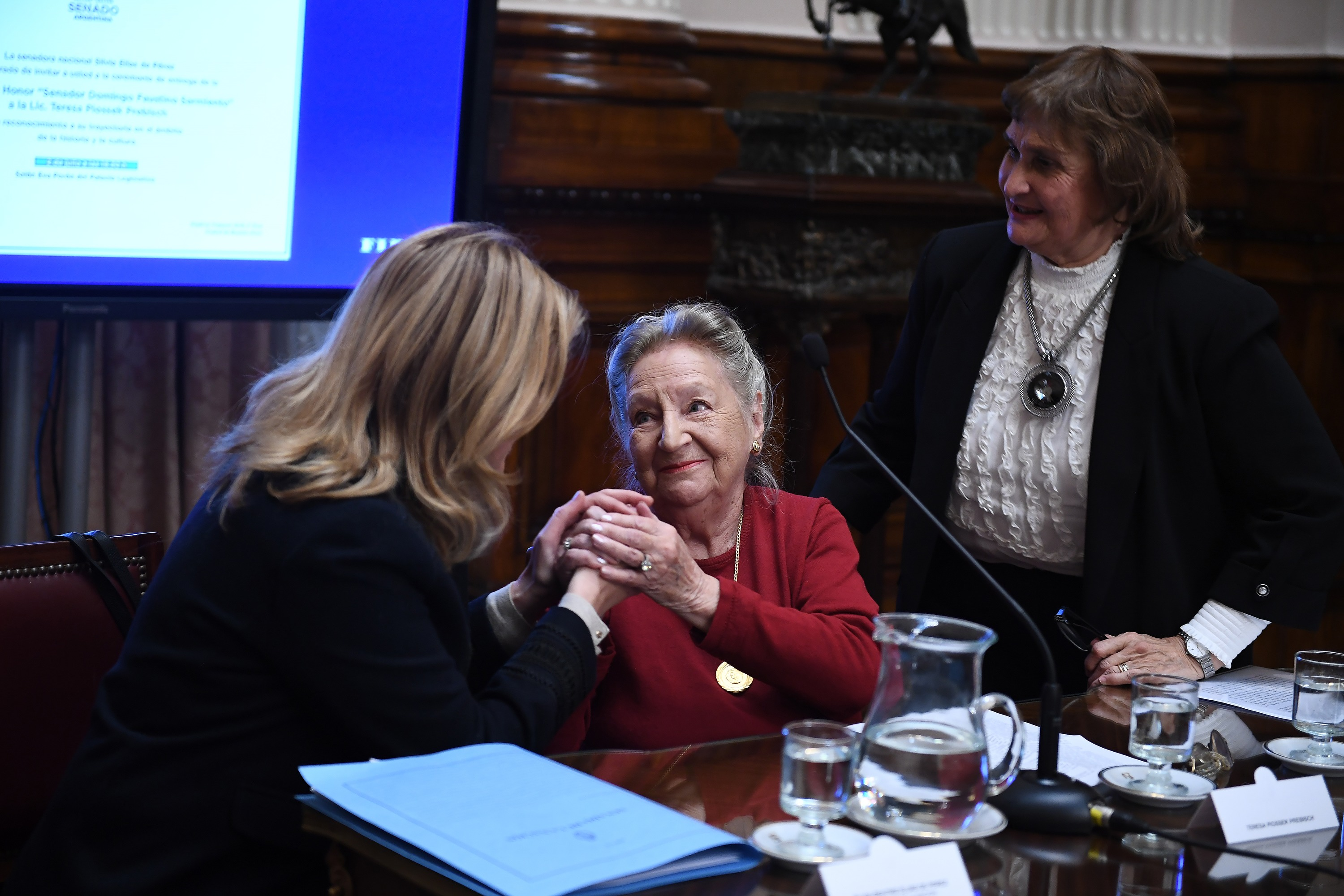
Teresa Piossek recibe la Mención de Honor "Domingo F. Sarmiento". Senado de la Nación, julio de 2019.

Teresa Piossek Prebisch (San Miguel de Tucumán, Argentina, 5 de octubre de 1930) es una historiadora argentina y miembro de la Academia Nacional de la Historia de ese país, reconocida con diversas distinciones por su defensa del patrimonio cultural tucumano.

## Biografía
Hija de Adolfo Piossek, académico tucumano y rector de la Universidad Nacional de Tucumán, y de Amalia Prebisch, una reconocida poeta. 
Teresa Piossek Prebisch nació en San Miguel de Tucumán en 1930 donde pasó su infancia y primera juventud. En la Facultad de Filosofía y Letras de la Universidad Nacional de Tucumán (UNT) realizó estudios secundarios y se licenció como profesora en Lengua y Literatura Inglesa. En 1953, por motivos laborales, se trasladó a vivir a Buenos Aires. Fue en 1965, a partir de un concurso organizado por Boris Spivacov de la editorial Eudeba sobre las provincias argentina, que se despertó su interés por el estudio de la historia de Tucumán y del Noroeste Argentino. En 1983 regresó San Miguel de Tucumán.
En 1987 pasó a formar parte, como investigadora y en calidad de Académica Correspondiente a Tucumán, de la Academia Nacional de la Historia. Es integrante de la Junta de Estudios Históricos de Tucumán, siendo, en 2006, nombrada presidenta de esta institución. Como presidenta, fue responsable de presentar el proyecto de creación de un Parque Botánico del Bicentenario en Campo Norte a la Municipalidad de San Miguel de Tucumán. 
En 2004 Piossek recibió la Medalla de Oro por la Sociedad Argentina de Escritores y en la Legislatura de 2006 fue, así mismo, reconocida como Personalidad Notable de la provincia de Tucumán.
Su interés por su ciudad natal llevó a Piossek Prebisch a impulsar en el año 2008 el movimiento Tucumán No Se Vende, dirigido a la defensa del patrimonio cultural tucumano.
El 2 de julio de 2019 recibió la mención de honor Domingo Faustino Sarmiento del Senado argentino en reconocimiento a su trayectoria en la historia y por la defensa cultural de este país y, más concretamente, por estudio de la historia de Virreinal del Noroeste Argentino en los siglos XVI y XVII.

## Libros
Teresa Piossek Prebisch cuenta con más de una decena de libros publicados. El primero de ellos, que vio la luz en el año 1976 con el título La rebelión de Pedro Bohórquez, el inca de Tucumán (1656-1659), tiene más de quince ediciones en castellano y ha sido traducido al inglés. Recibió, además, el tercer premio de la Academia Nacional de la Historia. Otras obras destacadas son, una edición crítica de la obra escrita en 1696 por el jesuita Hernando de Torreblanca, Relación Histórica de Calchaquí publicada en 1984.
Así mismo, en 1989 publicó Las conquistadoras. Presencia de la mujer española en América durante el siglo XVI, cuya investigación recibió el tercer premio de ensayo histórico en el concurso convocado por el diario La Nación el año 1988.

### Obras
- La ciudad en Ibatín - la primera San Miguel de Tucumán: 1565-1685 (1ª edición). Edición del Autor. 1985. ISBN 978-950-43-3227-5. Reeditado en 1999.
- Los hombres de la entrada (1.ª edición). Edición del Autor. 1986. ISBN 978-950-43-3236-7.
- Retablo tucumano (1.ª edición). Edición del Autor. 1987. ISBN 978-950-43-3226-8.
- Las conquistadoras (1.ª edición). Edición del Autor. 1989. ISBN 978-950-43-3228-2.
- Pedro Bohorquez - el Inca del Tucumán: 1656-1659 (1.ª edición). Edición del Autor. 1990. ISBN 978-950-562-282-5. Reeditado en 1999.
- La antropofagia en América (1.ª edición). Edición del Autor. 1991. ISBN 978-950-43-3382-1.
- Mujeres en crónicas de la conquista (1.ª edición). Edición del Autor. 1997. ISBN 978-950-43-8274-4.
- Relación histórica de Calchaquí (1.ª edición). Archivo General de la Nación. 1999. ISBN 978-987-9206-11-9.
- Lo real y lo mítico en un capítulo de la historia americana (1.ª edición). Magna Publicaciones. 1999. ISBN 978-987-97061-7-6.
- Poblar un pueblo (1.ª edición). Edición del Autor. 2004. ISBN 978-987-43-8088-3.
- Los quilmes (1.ª edición). Edición del Autor. 2010. ISBN 978-987-05-9645-5.
- Educar al soberano (1.ª edición). Junta de Estudios Históricos de Tucumán. 2013. ISBN 978-987-25142-3-5. En coautoría con Elena Perilli de Colombres y Carlos Páez de la Torre.[7]